# La Teste-de-Buch
La Teste-de-Buch is een gemeente in het Franse departement Gironde (regio Nouvelle-Aquitaine). De gemeente telde 27.141 inwoners op 1 januari 2022. De gemeente maakt deel uit van het arrondissement Arcachon.
Op het grondgebied bevinden zich het Dune du Pyla, het hoogste duin van Europa, en het Lac de Cazaux, het op een na grootste zoetwatermeer van Frankrijk. De gemeente bestaat uit de kernen La Teste-de-Buch, Le Pyla-sur-Mer en Cazaux.

## Geografie
De oppervlakte van La Teste-de-Buch bedroeg op 1 januari 2022 180,2 vierkante kilometer; de bevolkingsdichtheid was toen 150,6 inwoners per km².
De onderstaande kaart toont de ligging van La Teste-de-Buch met de belangrijkste infrastructuur en aangrenzende gemeenten.

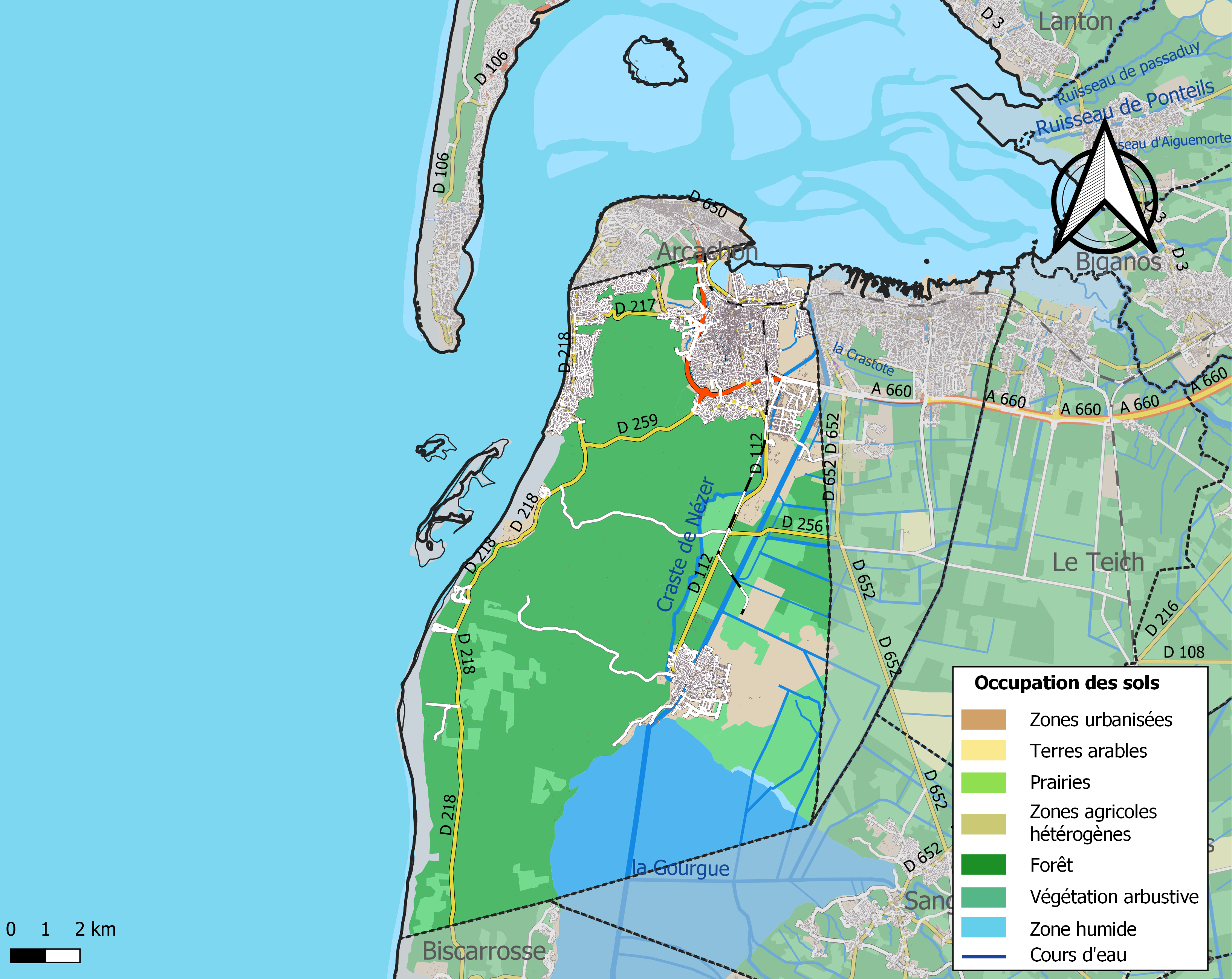

Het centrum van La Teste-de-Buch ligt in het noorden van de gemeente, aan het Bassin d’Arcachon, waar aan oesterteelt wordt gedaan. Tot 1857 was de naburige gemeente Arcachon een wijk van La Teste-de-Buch. Le Pyla-sur-Mer is een badplaats aan de Atlantische kust en aan het Dune du Pyla die werd ontwikkeld vanaf 1915. Cazaux ligt in het zuiden van de gemeente aan het Lac de Cazaux.

### Gebruiksbos

Schade van de grote bosbrand van 2022. Toestand op 17 juli terwijl de brand nog woedde.

Het gebruiksbos van La Teste-de-Buch is het laatst overgebleven gebruiksbos in Frankrijk. Dit wordt gekenmerkt door het recht op medegebruik van het hout door de inwoners van de gemeente.

### Bosbrand van 2022
In 2022 werd dit bos bijna volledig verwoest door een grote bosbrand tussen 12 en 20 juli, die daar 70 vierkante kilometer in de as legde.
Wat de grote bosbrand mogelijk maakte was de voorafgaande droogte in het gebied sinds augustus 2021, en een hittegolf (met recordtemperaturen zoals 42,4 °C op 18 juli in Cazaux). Men gaat ervan uit dat een elektrisch probleem bij een auto op een bosweg nabij het Dune du Pyla het vuur aanstak.

## Verkeer en vervoer
In de gemeente ligt spoorwegstation La Teste.

### Luchtvaart
Ten zuiden van Arcachon ligt het burgervliegveld XAC – Arcachon La Teste de Buch met een harde asfalt start- en landingsbaan van 1400 bij 80 meter en één zachte grasstrip van 1180 bij 20 meter.
Ten zuidoosten van het dorp Cazaux ligt de luchtmachtbasis Base Aérienne 120 Cazaux met een asfalt start- en landingsbaan van 2408 × 45 meter. De basis is in 1914 aangelegd als schietterrein voor watervliegtuigen die op de nabijgelegen meren konden landen en starten. Later werd het een vliegbasis voor het trainen van piloten van landvliegtuigen. De eerste buitenlanders waren de Amerikaanse piloten van het beroemde Lafayette Escadrille uit de Eerste Wereldoorlog die als vrijwilligers meevochten. Thans wordt het nog steeds gebruikt voor de transitietraining van vliegers uit binnen- en buitenland.

## Demografie
Onderstaande figuur toont het verloop van het inwonertal (bron: INSEE-tellingen).

## Stedenbanden
- Binghamton (Verenigde Staten)
- Curepipe (Mauritius)[7]

## Geboren
- Alexia Richard (1996), beachvolleyballer